# Стокбридж-Манси
Стокбридж-Манси (англ. Stockbridge–Munsee Community) — индейская резервация, расположенная в центрально-восточной части штата Висконсин, США.

## История

### Ранняя история
Индейское племя стокбридж-манси образовалось в конце XVIII века из общин молящихся индейцев из племён махиканов, ваппингеров и делаваров. Эти племена были тесно связанные обычаями и традициями, и первоначально населяли значительную часть территории, которая сейчас является северо-восточной частью Соединённых Штатов. Часть махиканов из района реки Гудзон мигрировала на запад Массачусетса перед началом войны за независимость США. Позднее к ним примкнули остатки ваппингеров. Когда началась война, махиканы и ваппингеры объединились в стокбриджское ополчение, и стали первыми племенами, выступившими на стороне американцев, войдя в состав Континентальной армии. К 1786 году остатки ваппингеров и махиканов были вынуждены покинуть Стокбридж и переселиться  в резервацию народа онайда в северной части штата Нью-Йорк. Многие манси-делавары также мигрировали туда из Нью-Джерси и южной части штата Нью-Йорк к 1802 году. По тем же причинам индейцы Бразертона из Коннектикута и Лонг-Айленда присоединились к ним в течение следующих нескольких лет. Давление со стороны прибывающих белых поселенцев заставило индейцев рассмотреть альтернативные места для проживания.

### Переселение в Висконсин
Хендрик Опомут, сахем объединённого племени стокбриджей, понял, что племени необходимо покинуть штат Нью-Йорк, чтобы избежать негативного влияния белых поселенцев. Он решил переместить свой народ в Индиану и поселиться рядом с племенем майами. Этот план был отложен войной 1812 года, во время которой Опомут служил посредником между Соединёнными Штатами и индейскими племенами Среднего Запада, большинство из которых были союзниками британцев. Первые две семьи стокбриджей уехали из Нью-Йорка в Индиану в 1817 году. В следующем году к ним присоединились еще 80 членов племени во главе с Джоном Метоксеном. По прибытии они обнаружили, что земля, которую они намеревались заселить, была ужа продана белым поселенцам. В 1821 году Соломон Хендрик, сын сахема, возглавил делегацию в Висконсин, чтобы попытаться найти новое место для поселения своего народа. Представители племён стокбриджей, бразертонов и онайда вели переговоры с племенами меномини и виннебаго о выделении участка земли площадью около 3 500 км² для всех трёх племён.
Стокбриджи в Индиане и Нью-Йорке начал переезжать в Висконсин и поселились вдоль реки Фокс. В 1825 году там была основана христианская миссия. К 1831 году в Висконсине находились 225 стокбриджей и 100 манси-делаваров. Их совместное сообщество стало известно как Стокбридж-Манси. Опомут умер в 1830 году и Джон Метоксен занял его место в качестве сахема племени. Усиление давления со стороны американского правительства привело к новым переселениям — сначала община обосновалась на восточном берегу озера Уиннебейго, а затем по условиям нового договора с федеральным правительством в 1856 году, переехала на свое нынешнее место в округе Шоно. Первоначальная площадь образованной индейской резервации составила 190 км².

### Потеря земель
Земли резервации были разделены в соответствии с актом Дауэса 1887 года, который постановлял зарегистрировать земли индейских племён и разделить их на индивидуальные участки, а излишки продать белому населению. В 1904, 1906 и 1910 годах Конгресс США принял закон, который разделил оставшиеся земли резервации. Закон 1910 года также прекратил статус стокбридж-манси как федерально признанного индейского племени. К 1934 году только 100 акров территории резервации оставались в собственности индейцев. Многие не могли позволить себе платить налоги, связанные с правами собственности на землю, и это вынудило их продать её белым покупателям

### Восстановление резервации
Закон о реорганизации индейцев в 1934 году способствовал восстановлению племенных правительств племенами в США. Племя могло принять новую конституцию, предоставленную американским правительством, или разработать свою собственную. В границах своей старой резервации стокбридж-манси поддерживали самоуправление и в 1931 году создали Деловой комитет Стокбридж-Манси. Министр внутренних дел США подтвердил границы и восстановление резервации в 1937 году. В 1938 году племя разработало и утвердило новую конституцию.

## География
Резервация расположена в центрально-восточном Висконсине в округе Шоно. Общая площадь резервации, включая трастовые земли (8,24 км²), составляет 70,573 км², из них 70,451 км² приходится на сушу и 0,122 км² — на воду. Административным центром резервации является деревня Баулер.

## Демография
Согласно федеральной переписи населения 2020 года в резервации проживало 733 человека, насчитывалось 246 домашних хозяйств и 321 жилой дом. Средний доход на одно домашнее хозяйство в индейской резервации составлял 46 250 долларов США. Около 18,6 % всего населения находились за чертой бедности, в том числе 32,1 % тех, кому ещё не исполнилось 18 лет, и 7,3 % старше 65 лет.
Расовый состав распределился следующим образом: белые — 82 чел., афроамериканцы — 1 чел., коренные американцы (индейцы США) — 572 чел., азиаты — 0 чел., океанийцы — 0 чел., представители других рас — 1 чел., представители двух или более рас — 77 человек; испаноязычные или латиноамериканцы любой расы составили 21 человек. Плотность населения составляла 10,39 чел./км².

## Комментарии
1. ↑  В состав резервации входит часть населённого пункта.